# Вішну
Ві́шну (санскр. विष्णु; всюдисущий або передвічний) — верховний бог в індуїзмі. Один із трійці головних богів нарівні з Брахмою і Шивою. Божество сонця. Займається захистом універсального порядку, створеного Брахмою. Дарує найбільші блага людині з членів трійці. Має десять аватар, дев'ять з яких побували на Землі і виконали свої місії. Зображається раджею з блакитною шкірою і чотирма руками. В руках тримає лотос, булаву, мушлю та чакру.

## Короткі відомості
Всі індуси, як правило, Вайшнави — ті, що поклоняються Вішну, Шиваїти — поклоняються Шиві, або Шакти — ті, які поклоняються Шакті, Божественній Матері. Це говорить про великий авторитет Вішну — ймовірно, найпопулярнішого з усіх індуїстських богів. Хоча в індуїстській тріаді він випливає після Брахми, Вішну перевершує його. Він Захисник. З усіх богів індуїстської Тріади Вішну виглядає найлюдянішим, тому що є Всевласником. По властивим йому якостям він дуже близький до людини, і тому дуже популярний.

## Історія виникнення
Вішну Ріґведи розуміється як сонце в трьох його фазах — сході, зеніті і заході. Ведичний Вішну проходить крізь небеса за три кроки. Це великий подвиг Вішну, що затверджує його всеосяжну перемогу. Зробивши три кроки, Вішну, сонячне божество, проїхав через три світові сфери. Бог є виявленим у трьох формах — як Агні (Agni) на Землі, Індра, або Ваю (Indra, Vayu) у повітрі, і Сур'я (Surya) на небі. Він говорить, що зробив три ці кроки для захисту смертних, у їхніх інтересах. Зеніт відповідає назві місцеперебування Вішну. Його третій крок не може бути побаченим людським зором. Це місце існування Індри. Ідея про швидке подолання простору стійко асоціюється у Ведах з Вішну.
Пізніше, коли в індуїзмі збільшилось значення жертвоприношень, зв'язок Вішну з жертвоприношеннями створив йому ще більший божественний авторитет. У постведичній літературі колесо (чакра) у його руці уподібнювалося Сонцю. Гаруда (Garuda), король птахів, його їздова тварина. Він також зветься Супарна (Suparna). У Ріґведі Супарна — атрибут сонця. Це підтверджує сонячне походження Вішну.
У пуранічний період Вішну стає дуже впливовим богом, найважливішим у індуїстській Тріаді. Відповідно до д-ра Банерджея (Banerjea), пуранічний Вішну став синтезом трьох божественних ідей — боголюдини Васудеви-Крішни (Vasudeva-Krishna), Ведичного Бога-Сонця Вішну і космічного бога Брахманів Нараяни (Narayana).
Вішну осягається в п'ятьох його найважливіших аспектах — Парі (Para) (найвищий), В'юха (Vyuha) (випромінюючий), Вібхава (Vibhava) (втілений), Антарймін (Antarymin) (сутнісний володар буття) і Ароча (Arocha) (іконографічне представлення бога).

## Функції
Всевишнє призначення Вішну — збереження, підтримка, захист. Його втілення (avataras) виконували божественну роботу із захисту світу людей. Щоразу, коли сили Зла починали панувати над людством, Вішну, Великий Захисник, залишивши Небеса, сходив у людський світ і рятував людей від Зла. Іноді він приймав різні форми для досягнення особливих цілей. Навчання про втілення Вішну, імовірно, вказує на те, що деякі його форми мають космічну природу, у той час як інші, мабуть, ґрунтуються на реальних історичних подіях. Історичні персонажі приходили і наділялися божественними властивостями, після відходу вони розглядалися як утілення самого божества. Варто звернути увагу на еволюцію цих втілень від нижчих форм життя до вищих — від риби (Matsya), черепахи (Kurma), вепра (Varaha) до напівлюдини-напівлева Нарасімхи (Narasimha), до втілення-карлика Вамани (Varmana) і, далі, до великих героїв, наділеним багатьма надлюдськими якостями.
Доктрина інкарнацій Вішну задовольняє насущну потребу людини в релігії з вірою в особистісного Бога, у Бога, що має людську природу і є тоді, коли в ньому виникає необхідність. Він втілює мрію про божественного визволителя від нещасть і негод життя.

## Іконографія

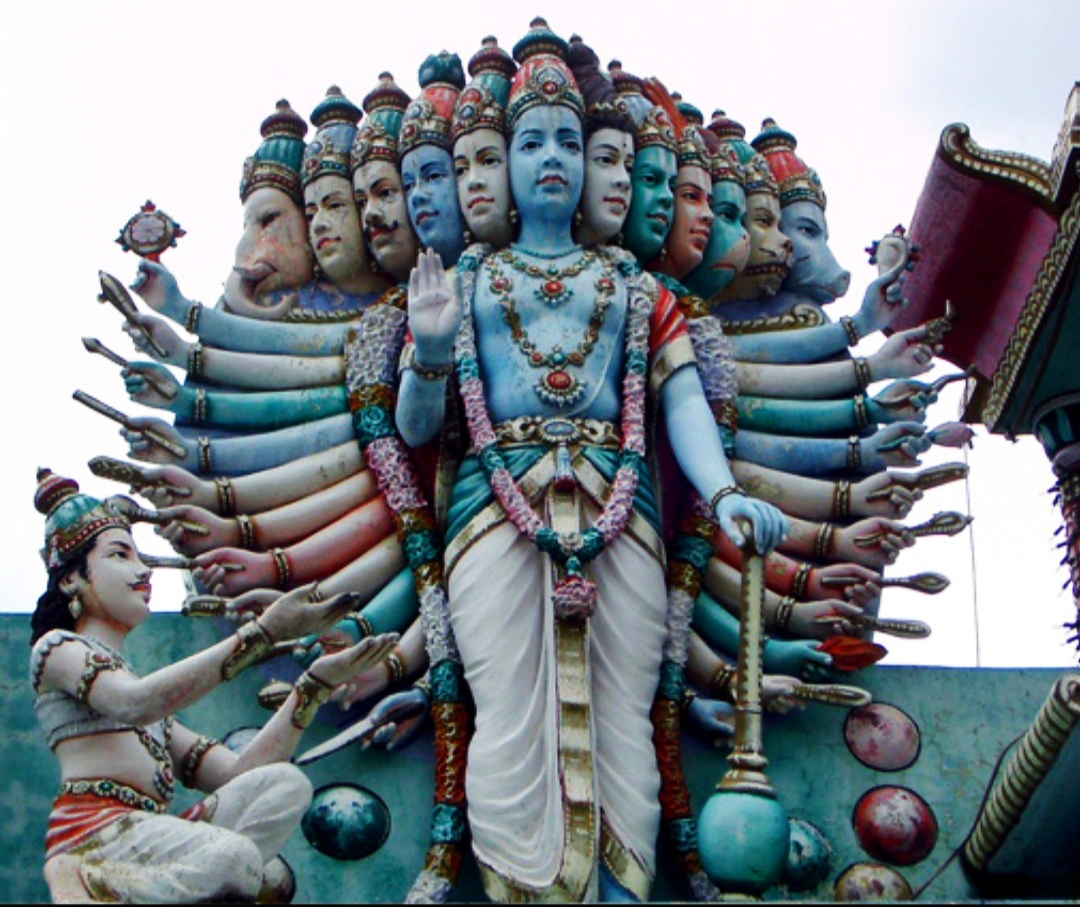
Вішварупа (Всесвітня форма)

Вішну сидить на Гаруді (Орлі). Він має одне обличчя і чотири або більш руки. Його зображують синім, одіяння Вішну завжди жовтого кольору. Він несе в правих руках стрілу, чітки (акшамала) і жезл (гада) — символ влади, що дає вище знання; у лівих руках — шкіру, тканину і веселку. Він також тримає колесо (чакра) і жезл (гада). Чакра представляє обертання світу, так само як Колесо Дхарми, Колесо Часу і Кільце Планет. Колесо символізує Божественний Розум і його здатність руйнувати і знову створювати Всесвіт, існування якого циклічне, немов обертання колеса. Мушля пов'язана з виникненням усього сущого з первозданних вод, оскільки вона має форму спіралі і є продуктом діяльності води. Ґаруда уособлює розум, що охоплює тіла всіх створень. Немає нічого швидше і сильніше, ніж розум. Вісім рук Вішну символізують чотири сторони світа і чотири проміжні напрямки. Санкха (мушля) представляє небо, чакра (колесо) — повітря, гада (жезл) — світло, а лотос (падма) — воду. Жест руки Вішну позначає розраду, послану віруючим.
Можна зустріти зображення Вішну з лотосом у руці. Бога Вішну зображували в Індії з яскравим рубіном на грудях.
Вішну звичайно зображується таким, що лежить на царі зміїв нагі Шеша (Sesha), із сидячою у нього в ногах дружиною Лакшмі (Lakshmi), інше ім'я якої Шрі (Sri). Відповідно до однієї з легенд, творець світу Брахма народився з лотоса, що виріс з пупка Вішну. Багатоголовий цар змій Шеша, на якому, як на троні, сидить Вішну, є втіленням божественної творчої сили, що не була цілком реалізована під час створення світу («шеша» позначає «залишок»). Шеша подібний хвилям на поверхні океану первозданних вод.
Коли до кінця чергового циклу свого існування Всесвіт приходить до спаду і загибелі, Вішну спить на згорнутому в кільця Шеші, захищений від усіх небезпек каптуром царя змій, поки не відчує в собі сил прокинутися і створити Всесвіт знову, почавши новий цикл його існування.

## Форми або стани— мурті (murti)
Мурті Вішну можуть зображати у чотирьох формах:
- Йога (Yoga) — стан Медитації, шанується святими й аскетами;
- Бгоґа (Bhoga) — образи, що виражають задоволеність мирськими задоволеннями і, отже, що служать предметом поклоніння мирян;
- Віра (Vira) — виражає доблесть, отже є улюблена царями і воїнами;
- Абгічаріка (Abhicharika) — застрашливі аспекти божества, шановані тими, хто готується до битви з ворогами.

у наступних положеннях — * Стганака (Sthanaka) — Вішну в положенні стоячи.
- Асана (Asana) — Вішну в сидячому положенні.
- Шайяна (Sayana) — Вішну лежить.

## Аватари
Образ Вішну — яскравий приклад того, які значні зміни можуть перетерпіти в індуїстському пантеоні статус божества і приписані йому функції в залежності від трансформації релігійної свідомості віруючих і вимог часу. У Рігведі образ Вішну був зв'язаний із Сонцем і займав вторинні позиції в порівнянні з іншими божествами. Але вже в «Махабгараті» і Пуранах це божество зайняло одне із найзначніших місць у індуїстському пантеоні, що зберігся за ним і дотепер — Вішну виявився богом-охоронцем, а основними його рисами стали сталість, цілісність і незмінність. Згодом на Вішну поширилися характеристики інших богів, у тому числі дуже популярних серед простого народу. Це відбулося завдяки виникненню концепції аватар — численних земних втілень Вішну.
Епічна поема «Махабгарата» оголошує бога Крішну одним із втілень Вішну. В контексті «Махабгарати» Крішна вшановується в основному як мудрий наставник воїнів, що подарував їм священну пісню Господа — «Бгаґавад-Ґіту».
Згодом Вішну також перейняв зооморфні втілення, споконвічно приписувані Брахмі (черепаха, вепр, риба). Ймовірно, дані метаморфози відбувалися з образом Вішну протягом тривалого часу і з'явилися результатом взаємовпливу різних індійських релігійних культів.
Пізніше виділилися 22, іноді 24 основних інкарнацій Вішну. Крім того, різні тексти згадують різні імена. Число інкарнацій потім скоротилося до канонічних десяти.
Десять втілень визнаються найзначнішими:
1. Матсья — риба
2. Курма — черепаха
3. Вараха — вепр
4. Нарасімха — людина-лев
5. Вамана — карлик
6. Парашурама — «Рама із сокирою». Втілення Вішну, що здійснює викорінення варни воїнів (кшатріїв), які зневажають індуїзм та верховну варну жерців (брахманів).
7. Рама
8. Крішна
9. Будда
10. Калкі — в цьому образі Вішну повинен втілитись в майбутньому.

## Мантра
Gayatri Mantra
Om Narayanaya Vidhmahe
Vasudevaya Dheemahe
Tanno Vishnu Prachodayaath